# Cristhian Romero
Cristian Romero (* Portoviejo, Ecuador, 15 de junio de 1993) es un futbolista ecuatoriano juega de volante en el Atlético Rosario del cantón Guano de Ecuador.

## Clubes
| Club              | País    | Año       |
| ----------------- | ------- | --------- |
| LDU de Portoviejo | Ecuador | 2012      |
| 5 de Julio        | Ecuador | 2013-2014 |
| Colón Fútbol Club | Ecuador | 2015      |